# ISDN-Anschluss-Einheit

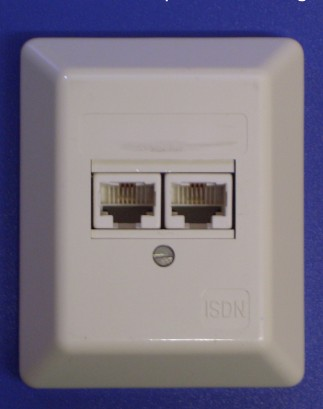
IAE-Dose in Aufputzausführung

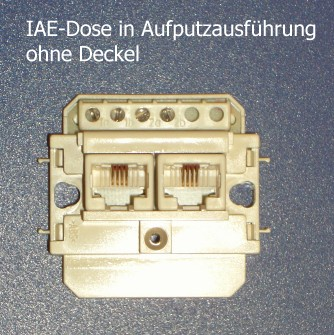
Offene IAE-Dose

Eine ISDN-Anschluss-Einheit (IAE) ist eine Anschlussdose für Endgeräte am S0-Bus in ISDN-Installationen. IAE haben eine oder zwei vierpolige 8P4C-Modularbuchsen (auch RJ-45, Western-Buchsen, Modular Jack). Sie lösten die 1987 eingeführten TAE 8 und die TAE 8+4 ab.

## Ausführungen
Die IAE-Dosen gibt es in folgenden Ausführungen in den Varianten Aufputz (AP) und Unterputz (UP) zur Montage in Unterputzdosen oder Kabelkanalsystemen:
| IAE-Bezeichnung    | IAE-Bezeichnung          | IAE-Bezeichnung               | Buchsenanzahl | Buchsenschaltung | Kontakte je Buchse |
| ohne Endwiderstand | mit festem Endwiderstand | mit schaltbaren Endwiderstand | Buchsenanzahl | Buchsenschaltung | Kontakte je Buchse |
| ------------------ | ------------------------ | ----------------------------- | ------------- | ---------------- | ------------------ |
| IAE 1×8(4)         | IAE 1×8(4)R              | IAE 1×8(4)S                   | 1             | -                | 4                  |
| IAE 2×8(4)         | IAE 2×8(4)R              | IAE 2×8(4)S                   | 2             | parallel         | 4                  |
| IAE 8/8(4)         | IAE 8/8(4)R              | IAE 8/8(4)S                   | 2             | getrennt         | 4                  |

Vorgänger der IAE im nationalen ISDN (1TR6) der Deutschen Telekom (installiert bis 1994) waren 8-polige TAE-Dosen.

## Beschaltung
Modularbuchsen haben acht mögliche Kontaktpositionen, von denen bei IAE jedoch nur die vier innenliegenden Positionen mit Kontakten bestückt sind (8P4C). Die Anschlussklemmen der IAE haben die Bezeichnungen „1a“, „1b“, „2a“ und „2b“ und sind damit eine spezielle Verdrahtung der UAE 2×8(4). Sie werden am NTBA an die Klemmen mit umgekehrter Reihenfolge von Ziffer und Buchstabe angeschlossen.
| Buchsenkontakt | Klemmenbezeichnung | Klemmenbezeichnung |
| Buchsenkontakt | IAE                | NTBA               |
| -------------- | ------------------ | ------------------ |
| 1              | unbestückt         |                    |
| 2              | unbestückt         |                    |
| 3              | 2a                 | a2                 |
| 4              | 1a                 | a1                 |
| 5              | 1b                 | b1                 |
| 6              | 2b                 | b2                 |
| 7              | unbestückt         |                    |
| 8              | unbestückt         |                    |

Es gibt IAE-Dosen, in welche die für die Terminierung eines S0-Busses erforderlichen 100-Ω-Abschlusswiderstände bereits fest eingebaut sind (siehe obere Tabelle). Bei einer nachträglichen Montage der Abschlusswiderstände wird ein Widerstand zwischen Klemme 1a und Klemme 1b geschaltet, der zweite zwischen die Klemmen 2a und 2b.